# Agrostis milium-comosum
Agrostis milium-comosum é uma espécie de gramínea do gênero Agrostis, pertencente à família Poaceae.